# Stazione di Cartiera
La stazione di Cartiera era una fermata ferroviaria presente ad Arbatax, nel comune di Tortolì, posta lungo la linea Mandas-Arbatax.

## Storia
La fermata venne creata nella seconda metà del Novecento in corrispondenza della casa cantoniera 149 della ferrovia, posta nei pressi della cartiera all'epoca attiva ad Arbatax: lo scalo risultava in uso nel 1994 sotto la gestione delle Ferrovie della Sardegna e fu attivo per il solo servizio passeggeri. Con la cessazione del servizio di trasporto pubblico sulla Mandas-Arbatax, destinata ai soli treni turistici a partire dal 16 giugno 1997, la fermata venne successivamente abbandonata sempre durante la gestione FdS, che nei primi anni duemila non si servivano più dell'impianto per i treni a calendario del Trenino Verde.

## Strutture e impianti
La fermata, di tipo passante, comprendeva il singolo binario di corsa, a scartamento da 950 mm, affiancato da una banchina ancora presente nell'area, così come il fabbricato della ex casa cantoniera numero 149.

## Movimento
Lo scalo non è più in uso dopo la riconversione a linea turistica della Mandas-Arbatax, benché nell'area dell'impianto vi transitino ancora i convogli del Trenino Verde in servizio sulla linea. Prima dell'estate 1997 lo scalo fu attivo esclusivamente per il servizio viaggiatori.